# 松山秀明
松山 秀明（まつやま ひであき、1967年4月18日 - ）は、和歌山県伊都郡九度山町出身の元プロ野球選手（内野手）、プロ野球コーチ。

## 経歴
PL学園高校では清原和博、桑田真澄のKKコンビと同期、3年時には主将を務め、ともにPL黄金期を築いた。1985年春の選抜に三塁手として出場。準決勝で渡辺智男を擁する伊野商に敗退。同年夏の選手権では二塁手に回る。この大会は順調に勝ち進み、決勝で宇部商を降し優勝を飾る。この試合でサヨナラヒットを放ち注目を集めた。同期では他に今久留主成幸、内匠政博がプロ入りした。
卒業後は青山学院大学へ進学。東都大学野球リーグでは同期のエース吉田直喜を擁し、1988年秋季リーグで創部以来106年で初のリーグ初優勝を経験翌1989年は1年下の奈良原浩と二遊間を組み活躍。同年秋季リーグでは、2年下の高校後輩である岩崎充宏（新日鐵名古屋）の好投もあって2回目の優勝を飾る。リーグ通算102試合出場、369打数87安打、打率.236、7本塁打、40打点。ベストナイン（二塁手）2回受賞。
1989年のドラフト会議では、オリックス・ブレーブスから5位指名を受け入団した。背番号は現役引退まで「4」から変更が一度もなかった。なかなか一軍に定着できなかったが（一軍出場なしは1991年のみ）1992年にはシーズン終盤の8試合に二塁手、三塁手として先発出場。1995年は福良淳一の故障欠場もあって14試合に先発するが、レギュラーには届かなかった。1998年限りで現役引退。
1999年から2001年まではオリックス一軍内野守備走塁コーチを務め、2002年は阪神タイガース一軍内野守備走塁コーチ、2003年から2004年までは阪神二軍内野守備走塁コーチを務めた。
2005年に再び一軍内野守備走塁コーチとしてオリックスに復帰し2011年9月16日以降は三塁ベースコーチから外され、10月29日に来季の契約更新をしないと通告された。
2012年からは韓国プロ野球・起亜タイガースの守備走塁コーチを務めるが、同年限りで契約終了となった。
2013年からは千葉ロッテマリーンズの二軍内野・守備走塁コーチに就任。2015年より一軍内野・守備走塁コーチを担当。2017年10月11日に来季コーチ契約を行わないことを通告された。

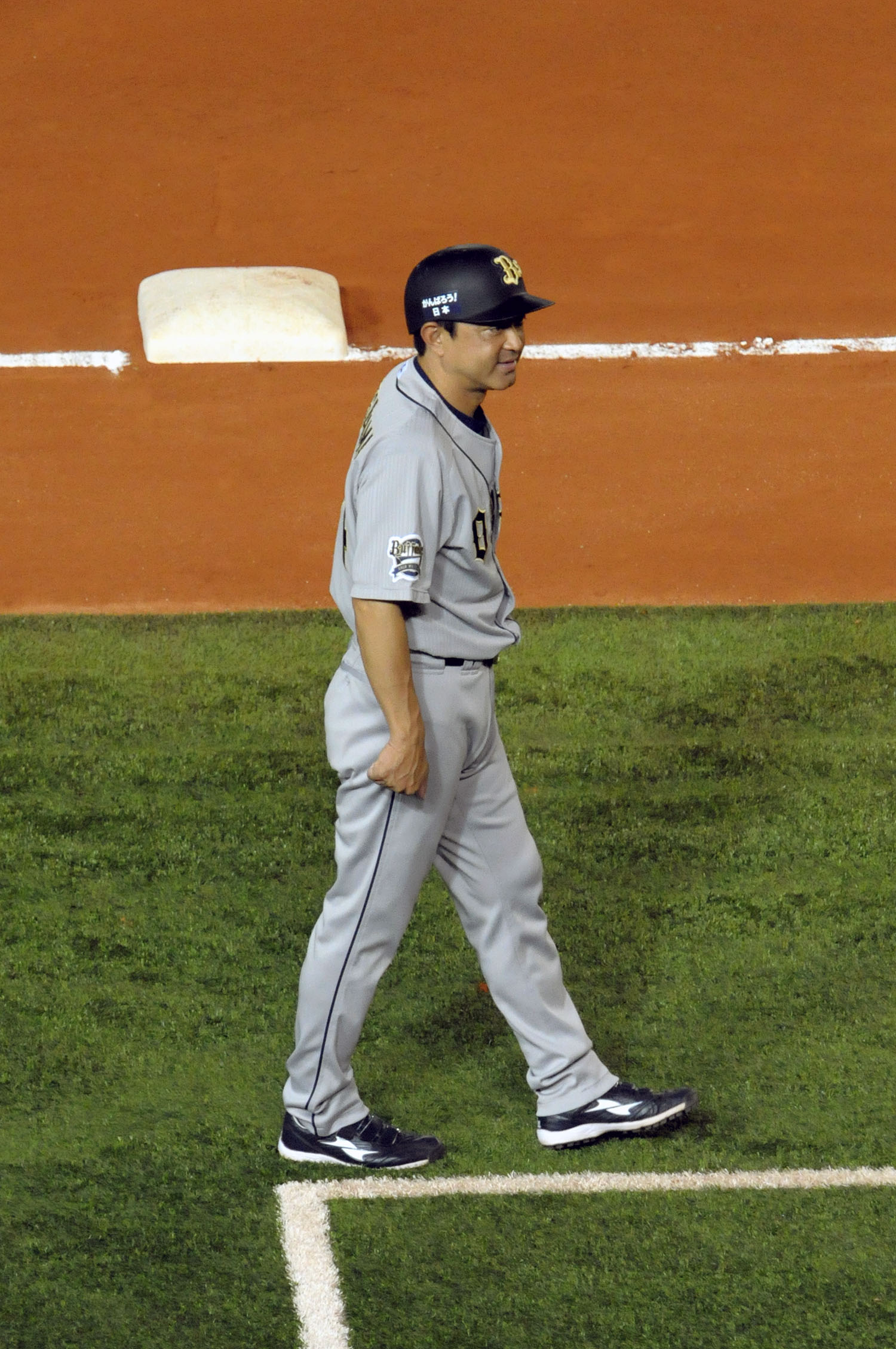
オリックスコーチ時代
2011年8月6日、QVCマリンフィールドにて

2017年11月9日、2018年より福岡ソフトバンクホークスの二軍内野守備走塁コーチを務めることが発表された。2021年は三軍内野守備走塁コーチ、2022年は再び二軍内野守備走塁コーチ、2023年は一軍内野守備走塁コーチを務め、2024年からは二軍監督を務め、同年ウエスタンリーグ優勝を果たした。
現時点では大学を卒業してプロ入り以降、彼の熱心な指導に各球団も評価が高く、一度も現場を離れたことがない。

## 人物
1985年のドラフト会議で読売ジャイアンツから指名がなく、放心状態だった清原に最初に声をかけたのが松山だったという。気分転換にと二人でキャッチボールを行った。この二人は2006年から3年間、選手とコーチとしてチームメイトとなった。
長男もPL学園野球部に所属し、2012年には主将を務めPL学園史上初の「親子主将」となったが甲子園には出場できなかった。

## 詳細情報

### 年度別打撃成績
| 年 度     | 球 団      | 試 合 | 打 席 | 打 数 | 得 点 | 安 打 | 二 塁 打 | 三 塁 打 | 本 塁 打 | 塁 打 | 打 点 | 盗 塁 | 盗 塁 死 | 犠 打 | 犠 飛 | 四 球 | 敬 遠 | 死 球 | 三 振 | 併 殺 打 | 打 率 | 出 塁 率 | 長 打 率 | O P S |
| --------- | ---------- | ----- | ----- | ----- | ----- | ----- | -------- | -------- | -------- | ----- | ----- | ----- | -------- | ----- | ----- | ----- | ----- | ----- | ----- | -------- | ----- | -------- | -------- | ----- |
| 1990      | オリックス | 7     | 2     | 2     | 0     | 0     | 0        | 0        | 0        | 0     | 0     | 0     | 0        | 0     | 0     | 0     | 0     | 0     | 0     | 0        | .000  | .000     | .000     | .000  |
| 1992      | オリックス | 9     | 24    | 20    | 5     | 6     | 2        | 1        | 1        | 13    | 2     | 0     | 0        | 1     | 0     | 3     | 0     | 0     | 3     | 1        | .300  | .391     | .650     | 1.041 |
| 1993      | オリックス | 5     | 3     | 2     | 0     | 0     | 0        | 0        | 0        | 0     | 0     | 1     | 0        | 1     | 0     | 0     | 0     | 0     | 0     | 1        | .000  | .000     | .000     | .000  |
| 1994      | オリックス | 20    | 25    | 22    | 3     | 6     | 1        | 0        | 0        | 7     | 1     | 3     | 0        | 2     | 0     | 1     | 0     | 0     | 4     | 0        | .273  | .304     | .318     | .623  |
| 1995      | オリックス | 46    | 42    | 38    | 16    | 9     | 1        | 0        | 1        | 13    | 4     | 4     | 2        | 1     | 0     | 2     | 0     | 1     | 5     | 1        | .237  | .293     | .342     | .635  |
| 1996      | オリックス | 6     | 2     | 2     | 2     | 1     | 0        | 0        | 0        | 1     | 0     | 0     | 0        | 0     | 0     | 0     | 0     | 0     | 0     | 0        | .500  | .500     | .500     | 1.000 |
| 1997      | オリックス | 15    | 7     | 7     | 4     | 2     | 1        | 0        | 0        | 3     | 0     | 2     | 1        | 0     | 0     | 0     | 0     | 0     | 2     | 0        | .286  | .286     | .429     | .714  |
| 1998      | オリックス | 18    | 6     | 6     | 7     | 1     | 0        | 0        | 0        | 1     | 0     | 2     | 0        | 0     | 0     | 0     | 0     | 0     | 1     | 0        | .167  | .167     | .167     | .333  |
| 通算：8年 | 通算：8年  | 126   | 111   | 99    | 37    | 25    | 5        | 1        | 2        | 38    | 7     | 12    | 3        | 5     | 0     | 6     | 0     | 1     | 15    | 3        | .253  | .302     | .384     | .686  |

### 記録
初記録
- 初出場：1990年6月21日、対ロッテオリオンズ12回戦（阪急西宮球場）、8回表に松永浩美に代わり三塁手で出場
- 初先発出場：1992年9月27日、対西武ライオンズ26回戦（グリーンスタジアム神戸）、8番・三塁手で先発出場
- 初安打：同上、3回裏に渡辺久信から二塁打
- 初打点：1992年9月29日、対千葉ロッテマリーンズ22回戦（千葉マリンスタジアム）、2回表に牛島和彦から
- 初本塁打：1992年10月1日、対千葉ロッテマリーンズ24回戦（千葉マリンスタジアム）、4回表に前田幸長からソロ

### 背番号
- 4（1990年 - 1998年）
- 74（1999年 - 2011年、2018年 - ）
- 72（2012年 - 2017年）